# Archidiocèse de Détroit
L′archidiocèse de Détroit (en latin : Archidioecesis Detroitensis) est un territoire ecclésiastique, siège métropolitain de l'Église catholique romaine aux États-Unis. Son siège est à la cathédrale du Très-Saint-Sacrement de Détroit, dans l'État du Michigan. L'archevêque actuel est Edward Weisenburger, depuis le 11 février 2025.

## Territoire
L'archidiocèse comprend la partie sud-est du Michigan et englobe les comtés de Lapeer, de Macomb, Monroe, Oakland, Saint Clair, et de Wayne, pour une superficie de 10 106 km2.

## Historique
Historiquement, la région faisait partie du diocèse de Québec, depuis 1701 avant d'être de facto absorbée par les États-Unis en 1796.
Le diocèse de Détroit a été érigé canoniquement le 20 mars 1827 par le bref apostolique de Léon XII Inter multiplices, recevant son territoire du diocèse de Cincinnati (aujourd'hui archidiocèse), mais le bref n'est pas mis en œuvre et il faut attendre le bref de Grégoire XVI Maximas inter, du 8 mars 1833, pour que le diocèse soit fondé effectivement, avec le même territoire que précédemment.
Il est à l'origine suffragant de l'archidiocèse de Baltimore et son territoire s'étend dans tout le Michigan, mais également dans le Wisconsin, le Minnesota et la partie du Dakota à l'est du fleuve Mississippi.
Son premier évêque, Frederick Rese, s'y installe en 1834 et fait de l'église Sainte Anne de Détroit sa cathédrale.
Il cède le 28 novembre 1843 une portion de territoire à l'avantage du nouveau diocèse de Milwaukee (aujourd'hui archidiocèse). Le 19 juillet 1850, il fait partie de la province ecclésiastique de l'archidiocèse de Cincinnati.
Il cède par la suite plusieurs portions de son territoire, pour former de nouveaux diocèses, au fur et à mesure de l'arrivée de nouveaux immigrants européens :
- 19 juillet 1853, pour le vicariat apostolique du Michigan supérieur (aujourd'hui diocèse de Marquette)
- 19 mai 1882, pour le diocèse de Grand Rapids
- 22 mai 1937, pour le diocèse de Lansing

Ce même jour, le 22 mai 1937, le diocèse est élevé au rang d'archidiocèse métropolitain par la bulle de Pie XI Ad æternam christifidelium.
- 26 février 1938, pour le diocèse de Saginaw

## Statistiques
Selon l'Annuaire pontifical de 2022 :
- 2006 : 1 469 000 baptisés (32,5%)
- 2006 : 4 523 000 habitants
- Nombre de prêtres en 1968 : 1 373 (dont 610 réguliers), soit 1 164 baptisés par prêtre (maximum historique)
- Nombre de prêtres en 2000 : 896 (dont 335 réguliers), soit 1 611 baptisés par prêtre
- Nombre de prêtres en 2006 : 694 (dont 217 réguliers), soit 2 116 baptisés par prêtre
- Diacres permanents en 2021 : 215 (maximum historique)
- Nombre de religieuses en 1966 : 4 590 (maximum historique)
- Nombre de religieuses en 2006 : 1 713
- Nombre de religieux en 1966 : 4 590 (maximum historique)
- Nombre de religieux en 2006 : 1 713
- Nombre de paroisses en 1968 : 827 (maximum historique)
- Nombre de paroisses en 2013 : 260

## Ordinaires
- Liste des évêques et archevêques de Détroit

## Diocèses suffragants
- Diocèse de Gaylord
- Diocèse de Grand Rapids
- Diocèse de Kalamazoo
- Diocèse de Lansing
- Diocèse de Marquette
- Diocèse de Saginaw

## Source
- (it) Cet article est partiellement ou en totalité issu de l’article de Wikipédia en italien intitulé « Arcidiocesi di Detroit » (voir la liste des auteurs).

### Articles liés
- Liste des évêques et archevêques de Détroit
- Liste des juridictions catholiques aux États-Unis
- Église catholique aux États-Unis